# Artabotrys dielsianus
Artabotrys dielsianus är en kirimojaväxtart som beskrevs av Le Thomas. Artabotrys dielsianus ingår i släktet Artabotrys och familjen kirimojaväxter. Inga underarter finns listade i Catalogue of Life.